# Біоцентризм
Біоцентризм (біоцентричний індивідуалізм) — у політичному та екологічному сенсі, а також у буквальному значенні, це етична точка зору, яка поширює невід’ємну цінність на все живе.
Біоцентризм протиставляється антропоцентризму, який зосереджується на виключній цінності людини та ігноруванню інших можливих свідомих суб'єктів. Також є близька течія екоцентризм, яка поширює невід’ємну цінність на всю природу.
Як свідомі суб'єкти в біоцентризмі розглядаються не тількі люди, а й ссавці, птахи та інші тварини. Ознаки свідомості були підтверджені в багатьох тварин зокрема у ссавців, птахів, молюсків, та комах.

## Становлення біоцентризму
Витоки біоцентризму можна простежити в релігійних вченнях буддизму, ісламу та індуїзму, в яких вказувалося про неприпустимість жорстокого поводження з індивідуальними тваринами. Християнський Святий Франциск Ассізький називав диких звірів своїми братами. Не мучити, а гуманно ставитися до тварин закликали Плутарх, Цицерон, Овідій, Вольтер, Шекспір. Значно розвинув біоцентричні погляди в XVIII–XIX століттях англійський філософ Дж. Бентам, який писав у своїх трактатах про необхідність співчуття до тварин. Саме він одним з перших став розглядати їх як суб'єкт моралі. Ідеї Святого Франциска Ассізького і І. Бентама надихнули А. Швейцера. Ним була розроблена біоцентрична етика благоговіння перед життям. А. Швейцер говорив про необхідність спасіння, захисту, по можливості, окремої комашки, але не видів або екосистем, що було серйозним недоліком його етичного вчення. Остаточно біоцентризм як напрям екологічної етики був сформульований в роботах сучасних екофілософів — американського Т. Рігана, австралійського П. Сінгера, та англійської Е. Лінзі. На їх думку, моральною цінністю, а також правами наділяються окремі особини ссавців і птахів. Як підставу для наявності прав П. Сінгер говорить про інтереси птахів і ссавців, які вимагають свого захисту.

## Свідомість тварин
У 2012 році група неврологів підписала Кембриджську декларацію про свідомість, яка «однозначно» стверджувала, що «люди не є унікальними у володінні неврологічними субстратами, які генерують свідомість. Нелюдські тварини, включаючи всіх ссавців і птахів, і багато інших істот, включаючи восьминогів, також володіють цими нейронними субстратами».

## Біоцентризм в охороні природи
Активними практичними прихильниками біоцентризму є члени руху визволення тварин, різні товариства захисту тварин від жорстокості і товариства благополуччя тварин, наприклад, така відома міжнародна організація як «ПЕТА», московський Центр захисту прав тварин «Віта», Асоціація зоозахисних організацій України. Предметом їхніх турбот є захист прав окремих тварин (передусім птахів і звірів) від страждань і жорстокості, а не охорона видів або екосистем. Представники цих організацій виступають проти вівісекції, спортивного полювання, носіння хутра, кориди, використання тварин в зоопарках і дельфінаріях.

## Біоцентризм за Робертом Ланца
Основна стаття — Біоцентричний Всесвіт.
Біоцентризм — також відомий як біоцентричний Всесвіт — це теорія, запропонована в 2007 році американським вченим Робертом Ланца, яка розглядає біологію як центральну рушійну науку у Всесвіті та розуміння інших наук як залежних від глибшого розуміння біології. Ланца вважає, що життя та біологія є центральними для буття, реальності та космосу — свідомість (свідомий спостерігач, див. Ефект спостерігача) створює Всесвіт, а не навпаки. Хоча фізика вважається фундаментальною для вивчення Всесвіту, а хімія — фундаментальною для вивчення життя, Ланца стверджує, що вченим потрібно буде поставити біологію перед іншими науками, щоб створити «теорію всього».